# Torneo Clausura 2005 (Guatemala)
El Torneo de Clausura 2005 fue el 12º torneo corto del fútbol guatemalteco de la Liga Nacional en Guatemala, quedando como campeón el Municipal.
Este torneo también significó el descenso de Aurora Fútbol Club, tras 59 años de presencia en Liga Mayor, siendo así el descenso más grande y doloroso en la historia del fútbol guatemalteco.

## Equipos

### Equipos participantes
| Club                                   | Ciudad              | Departamento   | Estadio                         | Capacidad |
| -------------------------------------- | ------------------- | -------------- | ------------------------------- | --------- |
| Antigua GFC                            | Antigua Guatemala   | Sacatepéquez   | Estadio Pensativo               | 9.000     |
| Aurora Fútbol Club                     | Ciudad de Guatemala | Guatemala      | Estadio del Ejército            | 13.300    |
| Club Social y Deportivo Comunicaciones | Ciudad de Guatemala | Guatemala      | Estadio Cementos Progreso       | 17.000    |
| Club Social y Deportivo Municipal      | Ciudad de Guatemala | Guatemala      | Estadio del Trébol              | 25.000    |
| Cobán Imperial                         | Cobán               | Alta Verapaz   | Estadio José Ángel Rossi        | 15.000    |
| Heredia                                | San José            | Petén          | Estadio Julián Tesucún          | 10.000    |
| Deportivo Jalapa                       | Jalapa              | Jalapa         | Estadio Las Flores              | 10.000    |
| Deportivo Marquense                    | San Marcos          | San Marcos     | Estadio Marquesa de la Ensenada | 10.000    |
| Suchitepequez                          | Mazatenango         | Suchitepéquez  | Estadio Carlos Salazar Hijo     | 10.000    |
| Xelajú Mario Camposeco                 | Quetzaltenango      | Quetzaltenango | Estadio Mario Camposeco         | 10.000    |

### Equipos por Departamento
| Departamento   | N.º | Equipos                           |
| -------------- | --- | --------------------------------- |
| Guatemala      | 3   | Aurora, Comunicaciones, Municipal |
| Alta Verapaz   | 1   | Cobán Imperial                    |
| Jalapa         | 1   | Jalapa                            |
| Quetzaltenango | 1   | Xelajú                            |
| Sacatepéquez   | 1   | Antigua GFC                       |
| San Marcos     | 1   | Marquense                         |
| Suchitepéquez  | 1   | Suchitepequez                     |
| Petén          | 1   | Heredia                           |

## Fase de clasificación
|  | Pos. | Equipos        | PJ | PG | PE | PP | GF | GC | Dif. | PTS | Clasificación        |
|  | ---- | -------------- | -- | -- | -- | -- | -- | -- | ---- | --- | -------------------- |
|  | 1º   | Municipal      | 18 | 11 | 6  | 1  | 35 | 16 | +19  | 39  | Semifinales          |
|  | 2º   | Suchitepéquez  | 18 | 10 | 2  | 6  | 27 | 19 | +8   | 32  | Semifinales          |
|  | 3º   | Xelajú MC      | 18 | 8  | 6  | 4  | 27 | 17 | +10  | 30  | Acceso a semifinales |
|  | 4º   | Comunicaciones | 18 | 8  | 6  | 4  | 29 | 20 | +9   | 30  | Acceso a semifinales |
|  | 5º   | Antigua GFC    | 18 | 7  | 4  | 7  | 20 | 23 | -3   | 25  | Acceso a semifinales |
|  | 6º   | Cobán Imperial | 18 | 5  | 6  | 7  | 17 | 22 | -5   | 21  | Acceso a semifinales |
|  | 7º   | Heredia        | 18 | 5  | 5  | 8  | 27 | 32 | -5   | 20  |                      |
|  | 8º   | Jalapa         | 18 | 5  | 3  | 10 | 18 | 26 | -8   | 18  |                      |
|  | 9°   | Aurora         | 18 | 5  | 3  | 10 | 20 | 33 | -13  | 18  |                      |
|  | 10º  | Marquense      | 18 | 3  | 5  | 10 | 18 | 30 | -12  | 14  |                      |
|  |      |                |    |    |    |    |    |    |      |     |                      |

## Líderes individuales

### Trofeo Botín de Oro
Posiciones Actuales.
| N.º | Jugador                  | Goles | Penales | Equipo                 |
| --- | ------------------------ | ----- | ------- | ---------------------- |
|     | Óscar Fernando Garracino | 13    | 3       | Xelajú Mario Camposeco |
| 2   | Édgar Arriaza            | 12    | 2       | Aurora Fútbol Club     |
| 3   | Juan Zandoná             | 11    | 7       | Deportivo Marquense    |
| 4   | Walter Estrada           | 10    | 0       | Cobán Imperial         |
| 4   | Jorge Sumich             | 10    | 5       | Deportivo Jalapa       |

## Fase Final
|  | Clasificación a Semifinales | Clasificación a Semifinales | Clasificación a Semifinales | Clasificación a Semifinales | Clasificación a Semifinales |  |  | Semifinales | Semifinales    | Semifinales | Semifinales | Semifinales |  |  | Final | Final         | Final | Final | Final |
|  |                             |                             |                             |                             |                             |  |  |             |                |             |             |             |  |  |       |               |       |       |       |
|  |                             |                             |                             |                             |                             |  |  | 1           | Municipal      | 2           | 3           | 5           |  |  |       |               |       |       |       |
|  | 4                           | Comunicaciones              | 1                           | 1                           | 2                           |  |  | 1           | Comunicaciones | 1           | 1           | 2           |  |  |       |               |       |       |       |
|  | 5                           | Antigua GFC                 | 1                           | 0                           | 1                           |  |  |             |                |             |             |             |  |  | 1     | Municipal     | 1     | 4     | 5     |
|  |                             |                             |                             |                             |                             |  |  |             |                |             |             |             |  |  | 2     | Suchitepéquez | 0     | 2     | 2     |
|  |                             |                             |                             |                             |                             |  |  | 4           | Xelajú MC      | 1           | 2           | 3           |  |  |       |               |       |       |       |
|  | 3                           | Xelajú MC                   | 0                           | 2                           | 2                           |  |  | 3           | Suchitepéquez  | 0           | 3           | 3           |  |  |       |               |       |       |       |
|  | 6                           | Cobán Imperial              | 0                           | 1                           | 1                           |  |  |             |                |             |             |             |  |  |       |               |       |       |       |

| Campeón Clausura 2004 |
| Municipal 22º Título  |
| --------------------- |

## Tabla acumulada
|  | Pos. | Equipos        | PJ | PG | PE | PP | GF | GC | Dif. | PTS | Clasificación               |
|  | ---- | -------------- | -- | -- | -- | -- | -- | -- | ---- | --- | --------------------------- |
|  | 1º   | Municipal      | 36 | 20 | 10 | 6  | 73 | 38 | +35  | 70  | Copa Interclubes UNCAF 2005 |
|  | 2º   | Comunicaciones | 36 | 17 | 10 | 9  | 63 | 40 | +23  | 61  | Copa Interclubes UNCAF 2005 |
|  | 3º   | Suchitepéquez  | 36 | 18 | 7  | 11 | 59 | 49 | +10  | 61  | Copa Interclubes UNCAF 2005 |
|  | 4º   | Xelajú MC      | 36 | 14 | 14 | 8  | 48 | 39 | +9   | 56  |                             |
|  | 5º   | Marquense      | 36 | 12 | 8  | 16 | 51 | 55 | -4   | 44  |                             |
|  | 6º   | Cobán Imperial | 36 | 12 | 8  | 16 | 42 | 51 | -9   | 44  |                             |
|  | 7º   | Antigua GFC    | 36 | 13 | 5  | 18 | 40 | 52 | -12  | 44  |                             |
|  | 8º   | Heredia        | 36 | 10 | 13 | 13 | 53 | 61 | -8   | 43  | Playoffs de descenso        |
|  | 9°   | Jalapa         | 36 | 12 | 5  | 19 | 52 | 66 | -14  | 41  | Playoffs de descenso        |
|  | 10º  | Aurora         | 36 | 8  | 8  | 20 | 38 | 68 | -30  | 32  | Descendido                  |
|  |      |                |    |    |    |    |    |    |      |     |                             |

## Promocionales por Ascenso o Permanencia
| Local en la ida | Global | Local en la vuelta | Ida   | Vuelta | Resultado                          |
| --------------- | ------ | ------------------ | ----- | ------ | ---------------------------------- |
| Xinabajul       | 3 - 6  | Heredia            | 2 - 3 | 1 - 3  | Heredia permanece en Liga Nacional |
| Universidad SC  | 1 - 2  | Jalapa             | 1 - 1 | 0 - 1  | Jalapa permanece en Liga Nacional  |